# Machina (rivista)

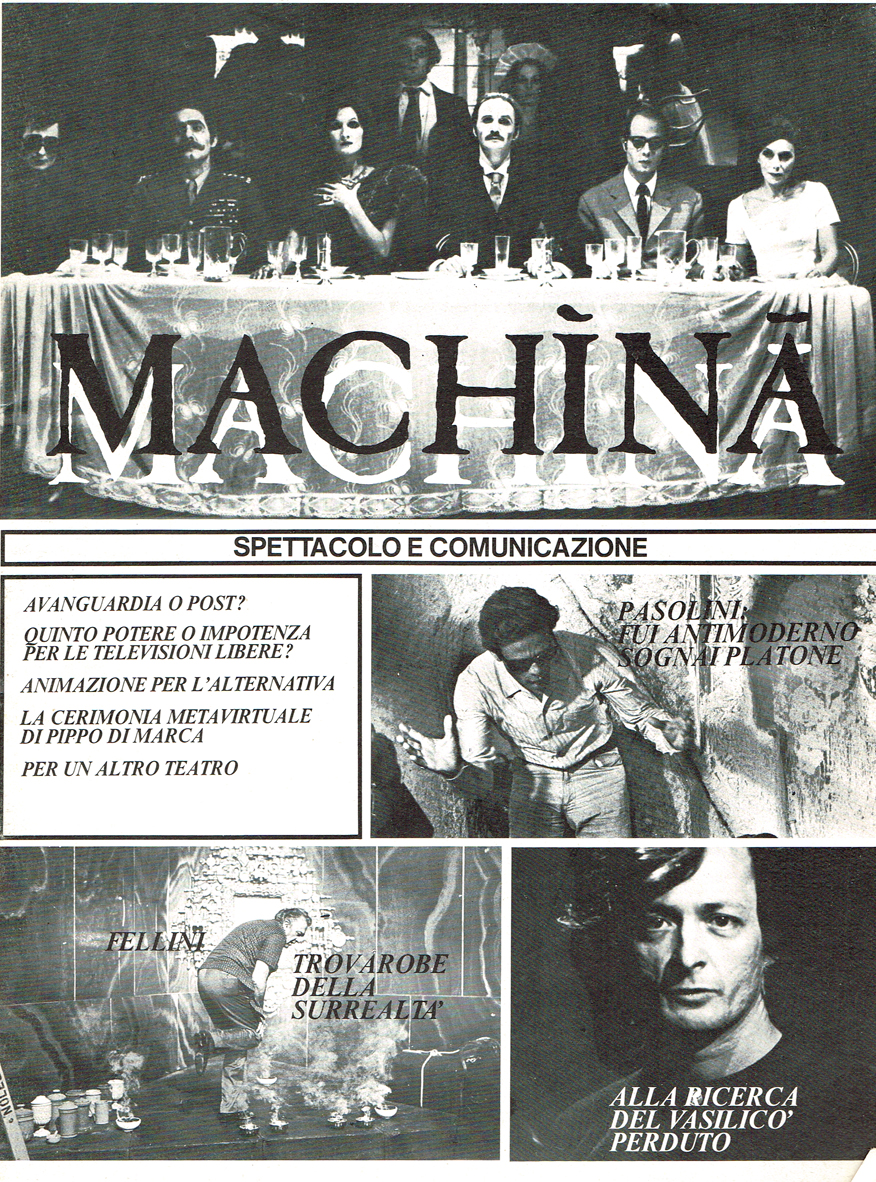
La copertina del primo numero di Machina

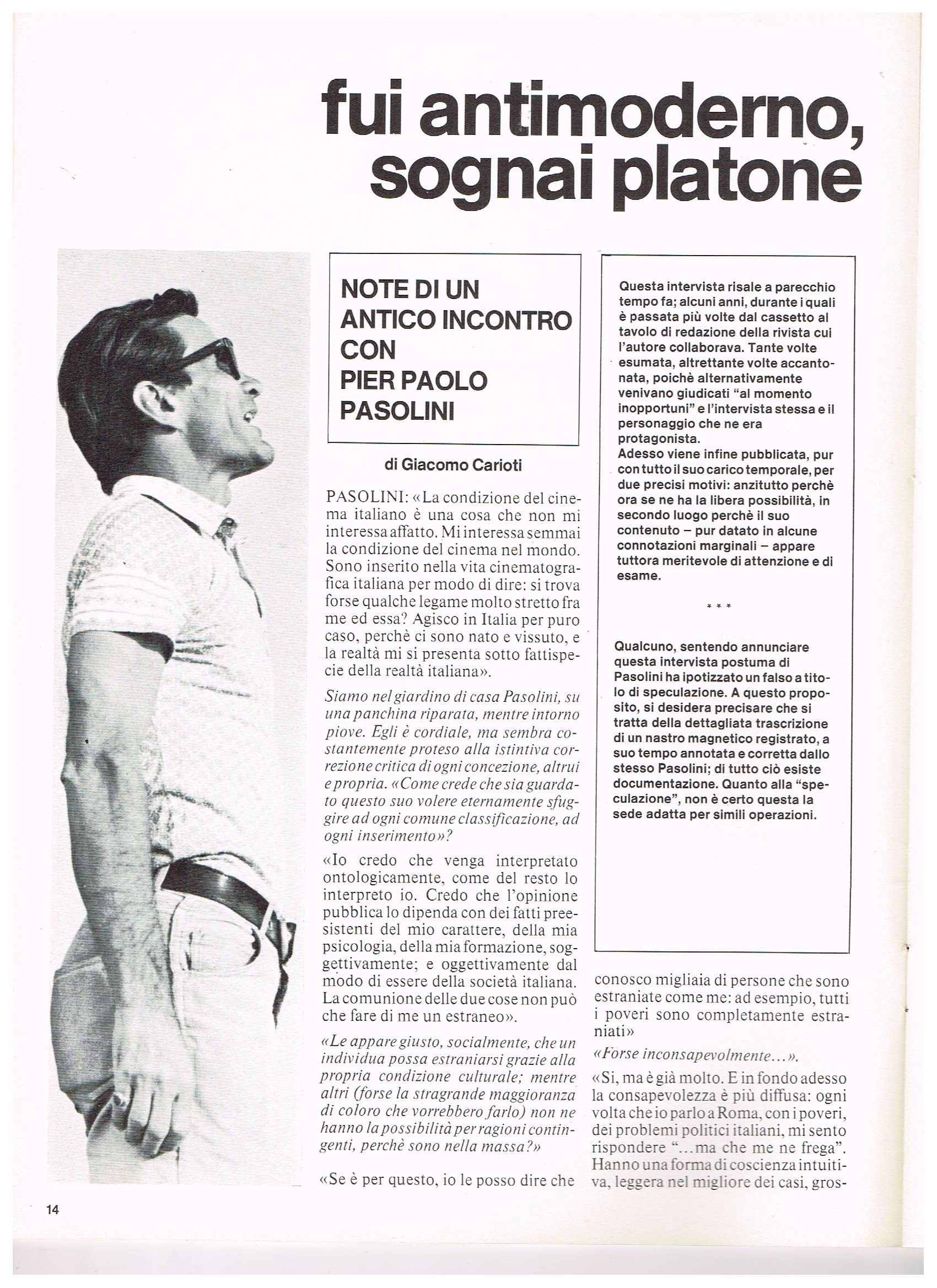
L'intervista esclusiva a Pier Paolo Pasolini comparsa su Machina

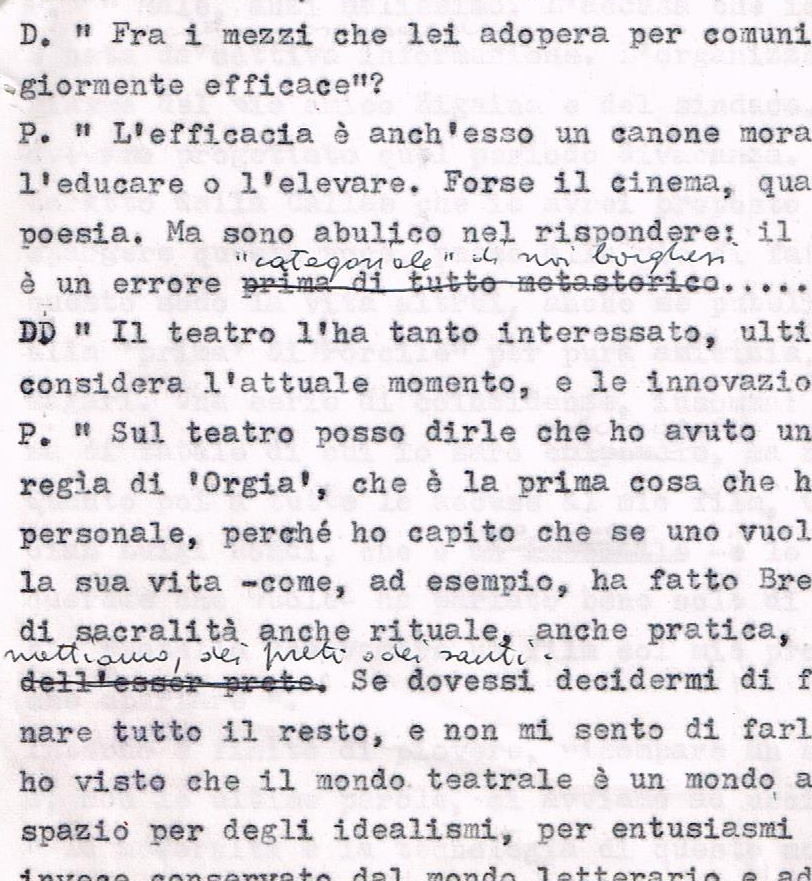
Le correzioni al testo dell'intervista apportate da Pasolini stesso

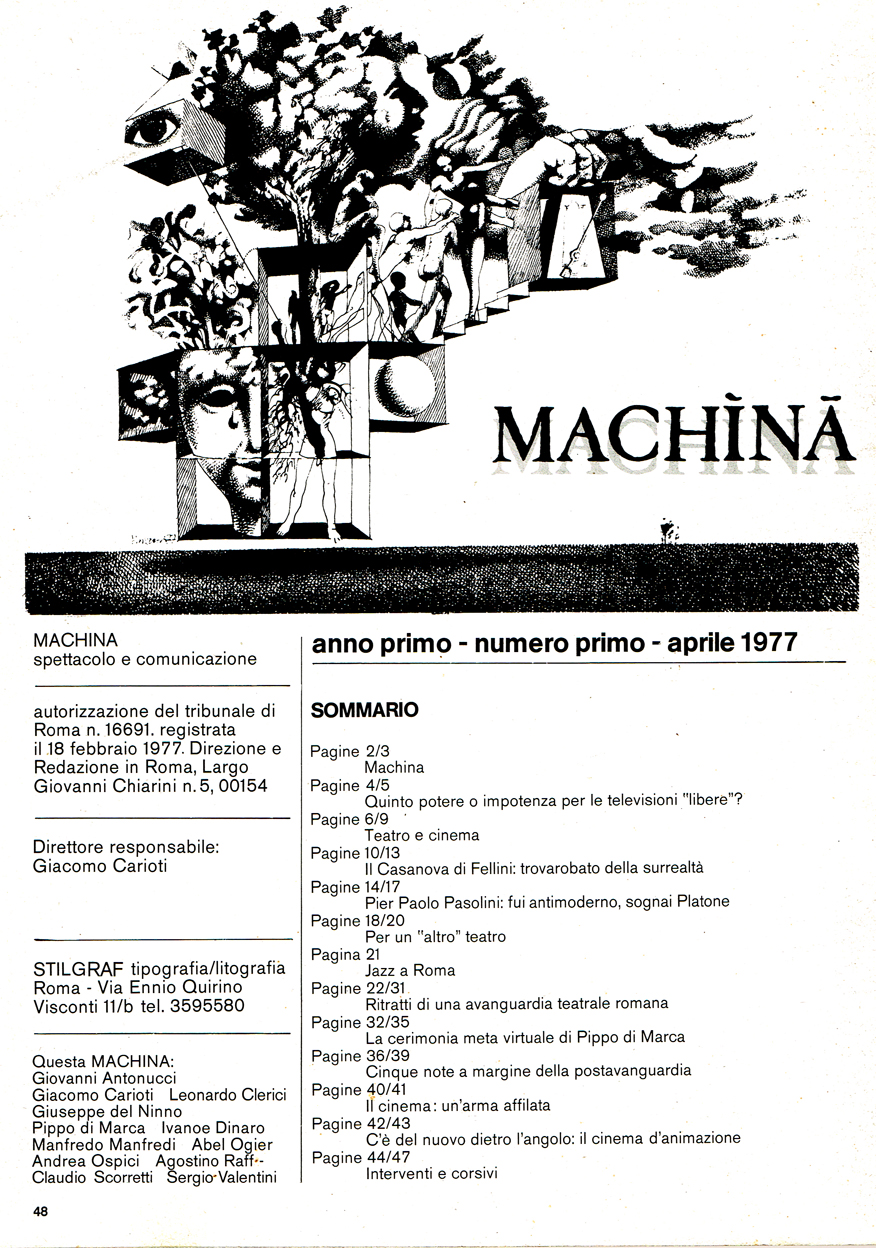
La 4ª di copertina del primo numero di Machina, con l'editoriale grafico e il sommario degli interventi

Machina è una rivista pubblicata in Italia dal 1977.

## Storia editoriale
Nacque nel 1977 avente come sottotitolo "Spettacolo e Comunicazione". L'uscita del primo numero, nell'aprile dello stesso anno, suscitò grande scalpore negli ambienti culturali per la insolita (specialmente in quegli anni fortemente caratterizzati dalla contrapposizione ideologica, anche violenta) e per molti versi "scandalosa", per quanto apparente, promiscuità intellettuale dei collaboratori e dei temi trattati. Nelle vistose recensioni dell'epoca, su tutti i principali organi di stampa nazionali, si evidenziò l'ambiguità dei punti di vista allora imperanti.
La rivista fu definita sia "di destra" sia "di sinistra", anche con tentativi di "appropriazione" dall'una parte e dall'altra. Tentativi improvvisati e in larga misura maldestri, stigmatizzati da un intervento dell'ideatore e direttore di Machina, il giornalista Giacomo Carioti, con un intervento chiarificatore sul mensile Prima Comunicazione (il più autorevole organo di informazione specifica e di opinione in ambito giornalistico).
Gli argomenti di quel primo numero suscitatori di un animato dibattito che si sviluppò per mesi negli ambienti letterari e nelle redazioni, furono l'intervista postuma con Pierpaolo Pasolini, realizzata e registrata cinque anni prima da Giacomo Carioti, nella quale emersero particolari inediti della personalità del poeta, autodefinitosi "antimoderno e sognatore", e la grande ed anticonformistica traversata dell'Avanguardia Teatrale Romana compiuta da uno dei suoi protagonisti, il poeta e scenografo Agostino Raff, con ampi spazi dedicati alle forme alternative del teatro e della comunicazione, dal "trovarobato" di Fellini alle nascenti televisioni "libere".
Un'ulteriore particolarità, per la prima volta sperimentata nella pubblicistica, fu quella di affidare l'editoriale a un'elaborazione artistica e grafica piuttosto che ad un testo. Il direttore Carioti intrattenne lunghe conversazioni sul significato e gli obiettivi della sua iniziativa editoriale con il pittore Manfredo Manfredi, celebre in quegli anni per essere stato il realizzatore della sigla animata del "Carosello" televisivo e, soprattutto, per avere ottenuto la nomination al Premio Oscar come autore di cinema di animazione. Manfredi tradusse magistralmente le idee scambiate con Carioti in una straordinaria tavola che apriva il paginone iniziale del primo numero della rivista, replicata nel sommario finale.
Machina ha proseguito nella sua linea originaria di rivista culturale alternativa fino agli anni '90, per poi continuare ininterrottamente le pubblicazioni sotto forma di testata giornalistica dedicata all'analisi dei fenomeni sociali e della comunicazione e al dibattito fra libere opinioni. La testata è tuttora edita e diretta da Giacomo Carioti.